# Szlak Kopernikowski (pieszy)
Szlak Kopernikowski – pieszy szlak turystyczny, biegnący głównie przez miejsca związane z pobytem i pracą Mikołaja Kopernika. Rozpoczyna się przy Wysokiej Bramie w Olsztynie, skąd biegnie przez tereny województwa warmińsko-mazurskiego, pomorskiego oraz kujawsko-pomorskiego ku Toruniowi. Długość odcinka położonego na terenie województwa warmińsko-mazurskiego wynosi 237 km.

## Charakterystyka

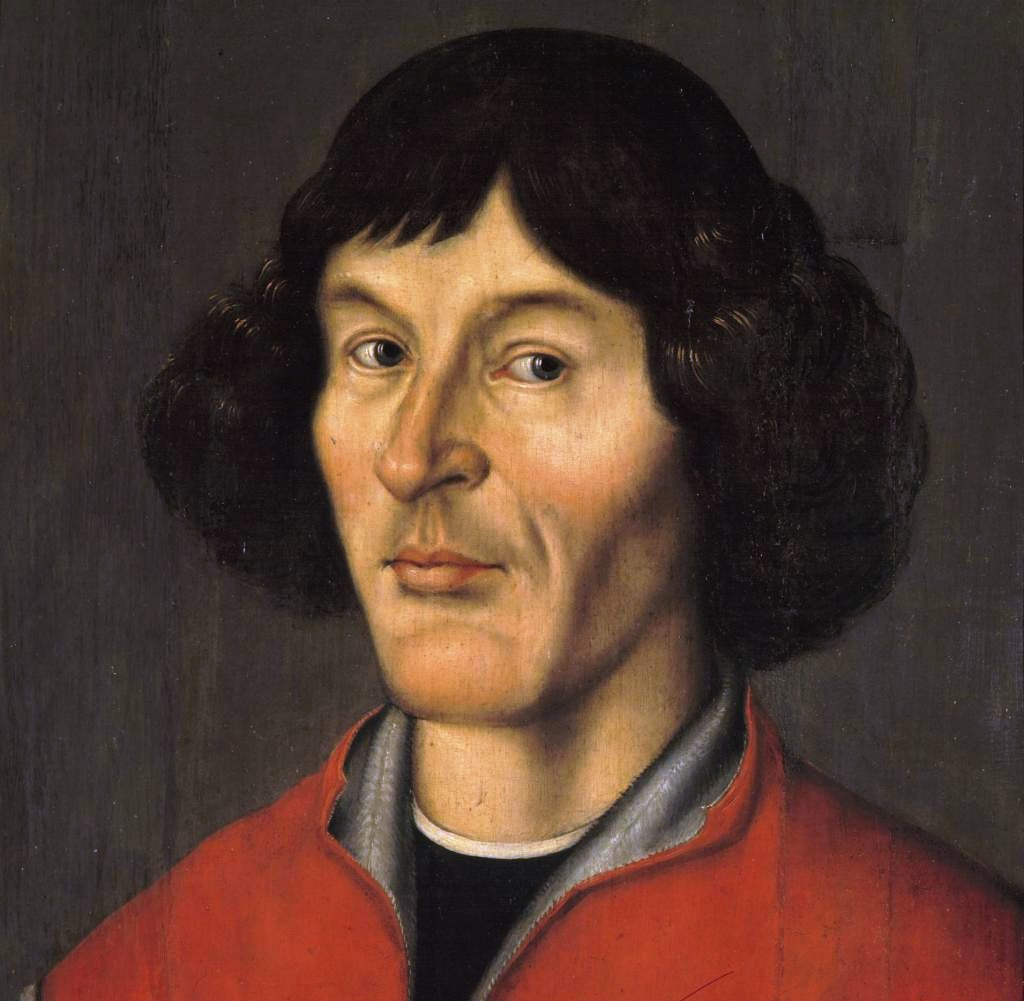
Mikołaj Kopernik

Trasa pieszego szlaku Kopernikowskiego przebiega przede wszystkim przez miejsca, gdzie żył i pracował Mikołaj Kopernik. Rozpoczyna się w Olsztynie, gdzie astronom w latach 1516–1521 był administratorem dóbr Kapituły Warmińskiej. Następnie wiedzie przez Dobre Miasto (gdzie znajduje się m.in. kolegiacki kościół Najświętszego Zbawiciela i Wszystkich Świętych – druga co do wielkości świątynia na Warmii) ku Lidzbarkowi Warmińskiemu, gdzie znajduje się Zamek biskupów warmińskich. Następnie szlak biegnie w kierunku Pieniężna, w którym mieszczą się XIV-wieczny kościół św. Piotra i Pawła oraz Zamek Kapituły Warmińskiej z tego samego stulecia. Dalej szlak wędruje do Braniewa, pierwszej siedziby biskupów warmińskich i kapituły warmińskiej. Z Braniewa trasa szlaku wiedzie ku Fromborkowi, miejscu wieloletniego pobytu, śmierci i pochówku Kopernika. W tym mieście znajdują się m.in. bazylika Archikatedralna Wniebowzięcia NMP i św. Andrzeja oraz Muzeum Mikołaja Kopernika. Następnie szlak biegnie do Elbląga, najstarszego miasta województwa warmińsko-mazurskiego, skąd kieruje się ku Kępkom, miejscu, gdzie rozpoczyna się pomorski odcinek szlaku o długości 118 km. Na terenie województwa pomorskiego przebiega on m.in. przez Malbork, gdzie znajduje się zamek krzyżacki – jeden z największych zachowanych zespołów gotyckiej architektury na świecie. Koniec odcinka pomorskiego umiejscowiony jest w Gardei. Stamtąd szlak wchodzi na teren województwa kujawsko-pomorskiego. Prowadzi przez tereny leśne, mija pozostałości bramy niemieckiego dworku, z zachowanymi w głębi  schodami oraz resztkami grobowca. Dociera w okolice malowniczego jeziora Głęboczek, wiedzie leśnymi drogami i wąwozami Gór Łosiowych, w których w roku 2018 powstał park krajobrazowy. Biegnie przez Zakurzewo i po wiślanym wale przeciwpowodziowym do miejscowości Parski. Dalej podąża leśną drogą przez Obszar Natura 2000 „Cytadela Grudziądz” ustanowiony w celu ochrony siedlisk nietoperzy. Mija Mały Szaniec Dzieła Parski i zadziwiający swą konstrukcją, lotniczy radar nawigacyjny. Wchodzi między zabudowania Nowej Wsi i dociera do Grudziądza. Okrąża od wschodu cytadelę, mija Dzieło Rogowe i prowadzi po Nadbrzeżu Wiślanym obok Góry Zamkowej z reliktami murów zamku krzyżackiego i odbudowaną wieżą Klimek, z której można podziwiać panoramę miasta i okolic.Po minięciu Ratusza, gotyckiej Bazyliki Św. Mikołaja i Placu Miłośników Astronomii z pomnikiem Kopernika. Odnowiony odcinek szlaku Gardeja - Grudziądz kończy się spotkaniem z Mikołajem Kopernikiem, który przysiadł na ławeczce w północno-zachodnim krańcu Rynku i przypomina o swojej wizycie w 1522 r., kiedy to wygłosił „Traktat o monetach” podczas zjazdu stanów Prus Królewskich. Tablicę upamiętniającą to wydarzenie można odnaleźć na ścianie jednej z kamienic.
Szlak kończy się w Toruniu, miejscu urodzin astronoma.

## Trasa odcinka przebiegającego przez województwo warmińsko-mazurskie

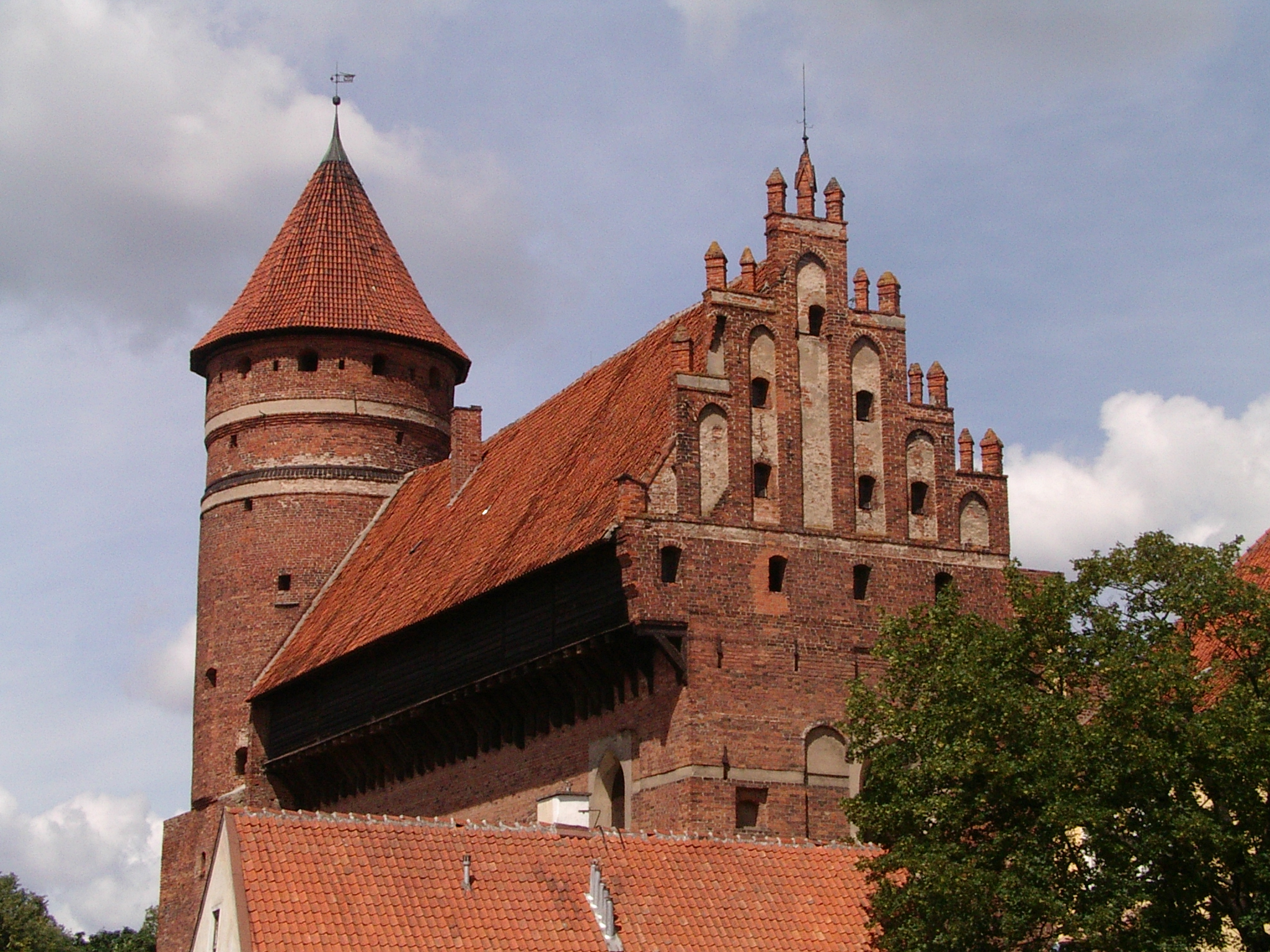
Zamek Kapituły Warmińskiej w Olsztynie

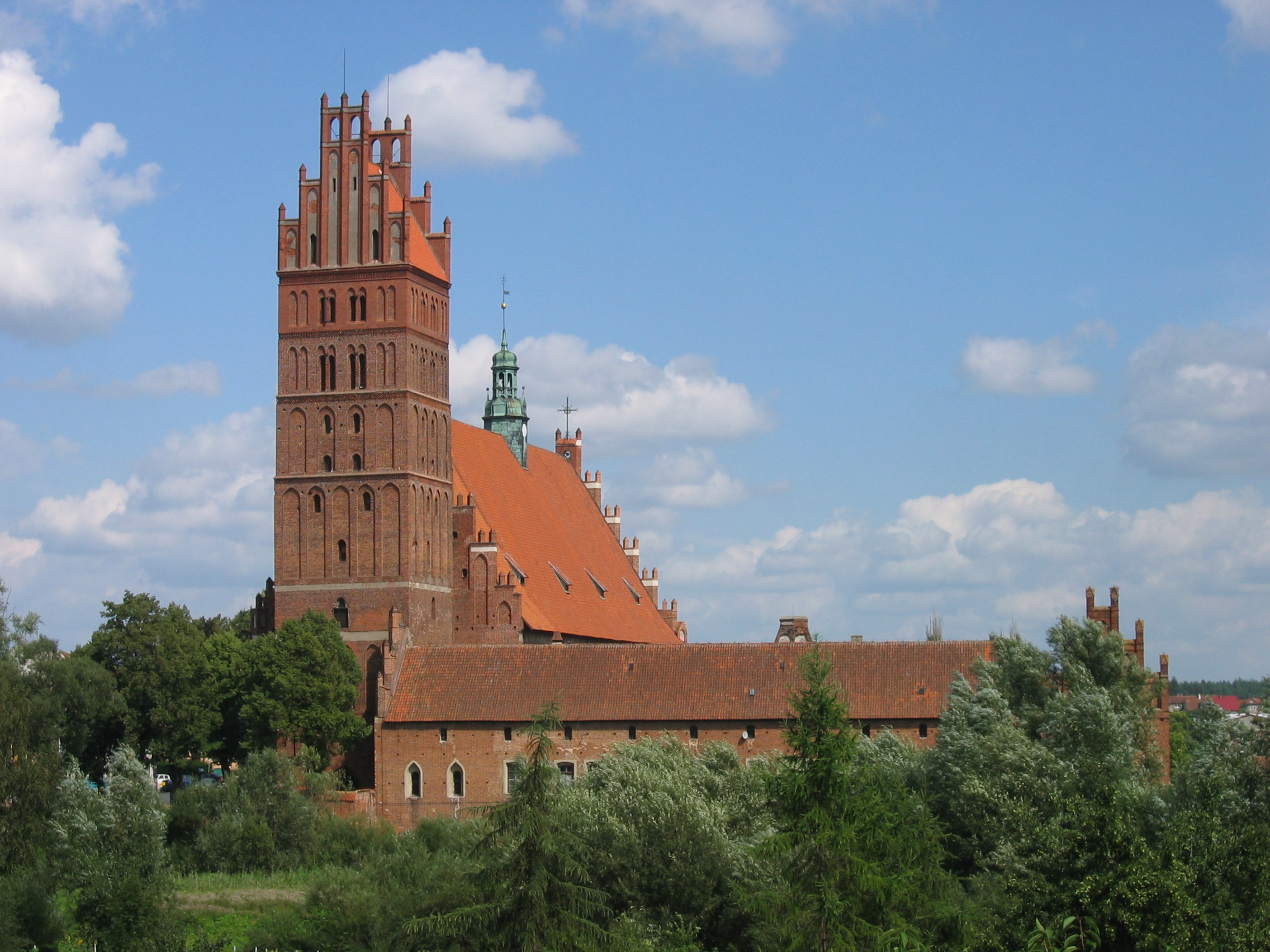
Kościół Najświętszego Zbawiciela i Wszystkich Świętych w Dobrym Mieście

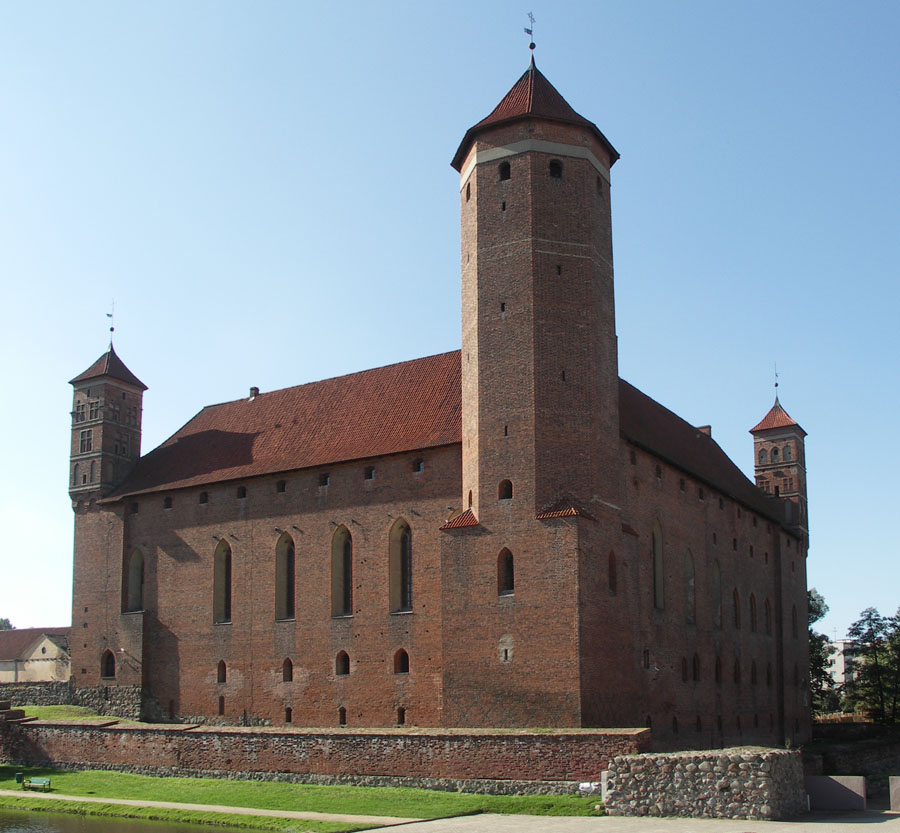
Zamek biskupów warmińskich w Lidzbarku Warmińskim

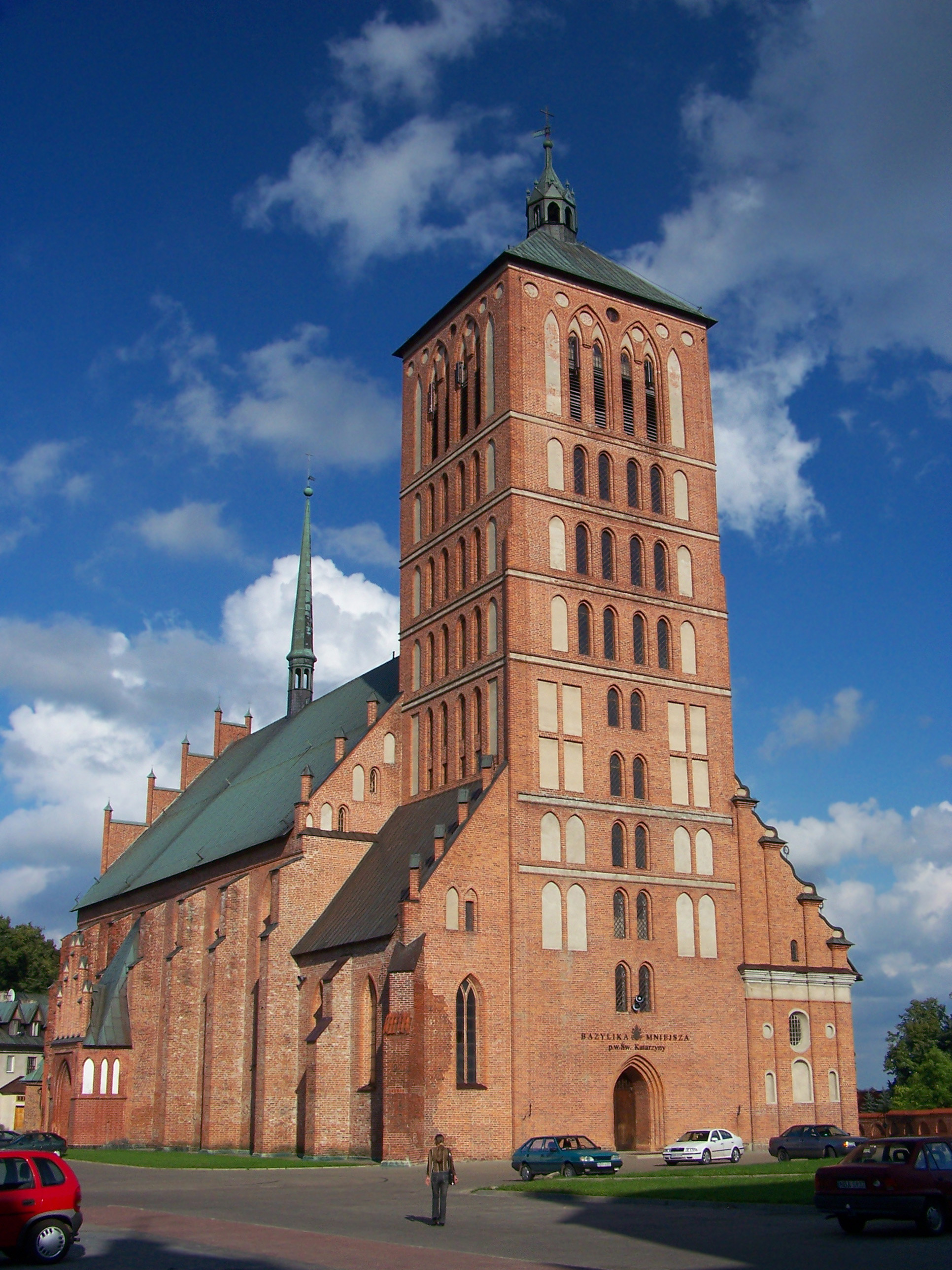
Bazylika mniejsza pw. św. Katarzyny w Braniewie

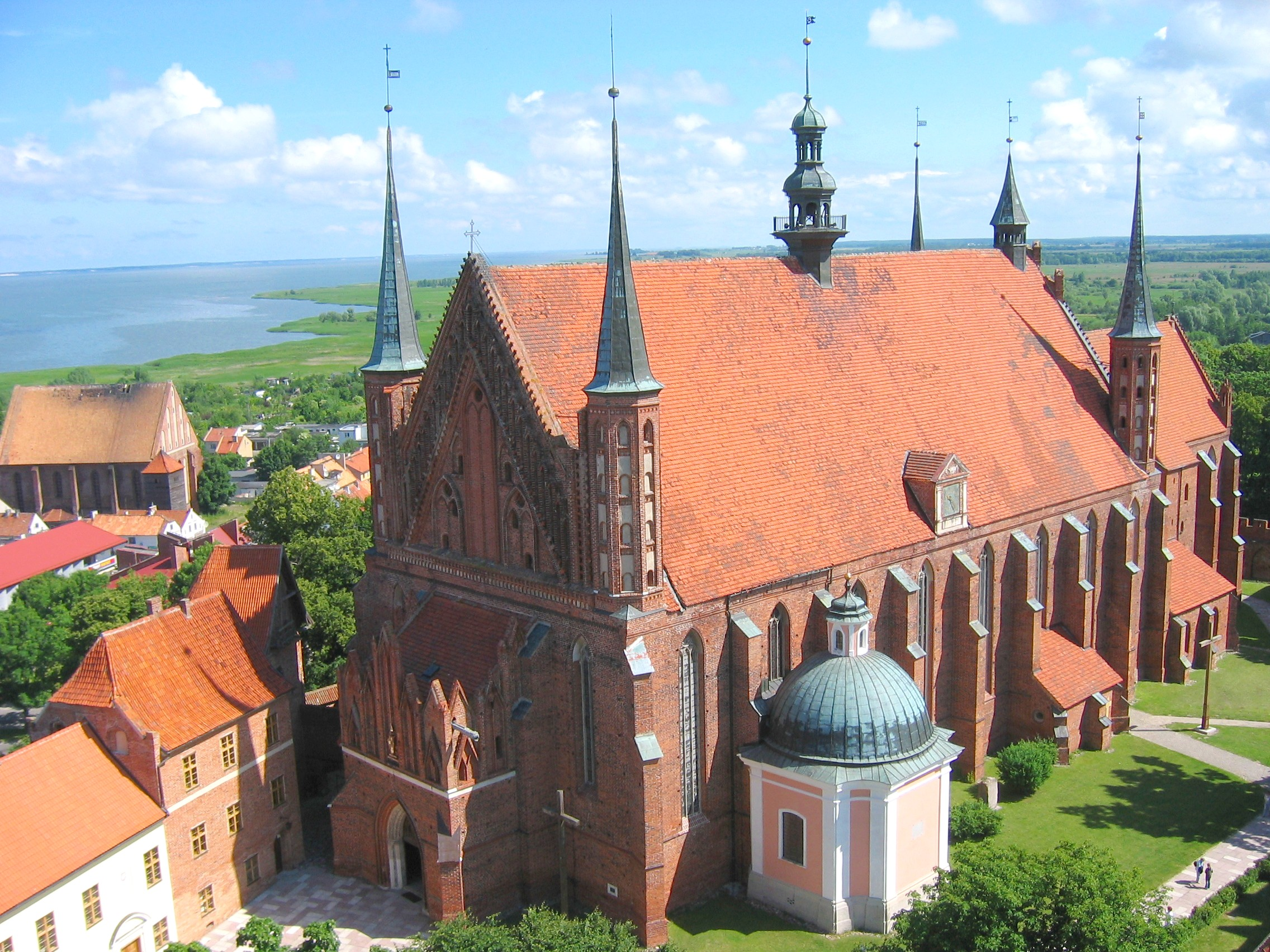
Bazylika archikatedralna Wniebowzięcia NMP i św. Andrzeja we Fromborku

| km     | Miejsce na trasie                            | km     |
| ------ | -------------------------------------------- | ------ |
| 0,00   | Olsztyn (Wysoka Brama)                       | 237,00 |
| 3,00   | Skrzyżowanie szlaków                         | 235,00 |
| 5,00   | Jezioro zaporowe                             | 232,00 |
| 11,00  | Szosa Dywity-Brąswałd                        | 226,00 |
| 12,00  | Most na Łynie                                | 225,00 |
| 14,50  | Barkweda                                     | 222,50 |
| 16,00  | Bukwałd                                      | 221,00 |
| 21,00  | Cerkiewnik                                   | 216,00 |
| 32,00  | Swobodna                                     | 205,00 |
| 33,00  | Glotowo                                      | 204,00 |
| 35,00  | Dobre Miasto                                 | 202,00 |
| 42,00  | Smolajny                                     | 195,00 |
| 44,00  | Dębowa Góra                                  | 193,00 |
| 47,30  | Most na Łynie                                | 189,70 |
| 48,00  | Most na Łynie                                | 189,00 |
| 51,00  | Majątek Wróblik                              | 186,00 |
| 53,00  | Most na Łynie                                | 184,00 |
| 59,00  | Lidzbark Warmiński                           | 178,00 |
| 70,00  | Ignalin                                      | 167,00 |
| 87,00  | Mingajny                                     | 150,00 |
| 91,00  | Kumajny                                      | 146,00 |
| 93,90  | Henrykowo                                    | 143,10 |
| 99,60  | Borowiec                                     | 137,40 |
| 102,60 | Pieniężno                                    | 134,40 |
| 105,20 | Dolina rzeki Wałszy                          | 131,80 |
| 112,20 | Wojnity                                      | 124,80 |
| 115,40 | Brzostki                                     | 121,60 |
| 119,80 | Długobór                                     | 117,20 |
| 121,20 | Łozy                                         | 115,80 |
| 131,60 | Ławki                                        | 105,40 |
| 143,30 | Skrojnity                                    | 93,70  |
| 146,20 | Trąbki                                       | 90,80  |
| 146,70 | Jezioro Pierzchalskie                        | 90,30  |
| 154,00 | Gronkowo                                     | 83,00  |
| 155,60 | Wiadukt nad berlinką                         | 81,60  |
| 156,60 | Bemowizna                                    | 80,40  |
| 160,40 | Szyleny                                      | 76,60  |
| 163,20 | Braniewo                                     | 73,80  |
| 167,10 | Józefowo                                     | 69,90  |
| 168,30 | Podgórze                                     | 68,70  |
| 169,60 | Cielętnik                                    | 67,40  |
| 172,60 | Most na rzece Baudzie                        | 64,40  |
| 174,70 | Camping PTTK                                 | 62,30  |
| 176,10 | Frombork                                     | 60,90  |
| 178,10 | Narusa                                       | 58,90  |
| 180,80 | Przylesie                                    | 56,20  |
| 181,50 | Święty Kamień                                | 55,50  |
| 185,20 | Tolkmicko                                    | 51,80  |
| 190,60 | Wały Tolkmita                                | 46,40  |
| 191,50 | Wysoki Bór                                   | 45,50  |
| 193,30 | Leśniczówka Biała                            | 43,70  |
| 195,60 | Kadyny                                       | 41,40  |
| 197,10 | Suchacz                                      | 39,90  |
| 199,10 | Rezerwat przyrody Buki Wysoczyzny Elbląskiej | 37,90  |
| 201,10 | Grodzisko Łęcze                              | 35,90  |
| 202,30 | Łęcze                                        | 34,70  |
| 205,60 | Próchnik                                     | 31,40  |
| 211,50 | Jagodnik                                     | 25,50  |
| 213,70 | Jeziora Goplanica                            | 23,30  |
| 215,90 | Leśniczówka Pięknolas                        | 21,10  |
| 217,00 | Dąbrowa                                      | 20,00  |
| 229,00 | Elbląg                                       | 8,00   |
| 237,00 | Kępki                                        | 0,00   |

## Trasa odcinka Gardeja - Grudziądz
| km   | Miejsce na trasie                            | km   |
| 0,0  | Gardeja                                      | 26,6 |
| 7,5  | Jez. Głęboczek                               | 19,1 |
| 13,0 | Skrzyżowanie z drogę Mokre – Nebrowo Wielkie | 13,6 |
| 17,0 | Zakurzewo                                    | 9,6  |
| 20,3 | Parski                                       | 6,3  |
| 23,1 | Nowa Wieś                                    | 3,5  |
| 26,6 | Grudziądz (Rynek)                            | 0,0  |